# Who's Gonna Play This Old Piano?
Albums de Jerry Lee Lewis
The Killer Rocks On
(1971) The Session...Recorded in London with Great Artists
(1972)
Who's Gonna Play This Old Piano? est un album de Jerry Lee Lewis, enregistré sous le label Mercury Records et sorti en 1972.

## Liste des chansons
1. Who's Gonna Play This Old Piano? (Ray Griff)
2. She's Reaching for My Mind (Dallas Frazier (en), A.L. Owens (en))
3. Too Many Rivers (Harlan Howard)
4. We Both Know Which One of Us Went Wrong (Dallas Frazier, A.L. Owens)
5. Wall Around Heaven (Cecil Harrelson, Carmen Holland)
6. No More Hanging On (Jerry Chestnut)
7. Think About It, Darlin' (Jerry Foster, Bill Rice)
8. Bottom Dollar (Doug Finley, Billy Joe Shaver)
9. No Traffic Out of Abilene (Woodrow Webb)
10. Parting Is Such Sweet Sorrow (Linda Gail Lewis, Harrelson)
11. Mercy of a Letter (Jerry Foster, Bill Rice)

## Source de la traduction
- (en) Cet article est partiellement ou en totalité issu de l’article de Wikipédia en anglais intitulé « Who's Gonna Play This Old Piano? » (voir la liste des auteurs).